# Sarcophaga aethiopis
Sarcophaga aethiopis är en tvåvingeart som först beskrevs av Karsch 1886.  Sarcophaga aethiopis ingår i släktet Sarcophaga och familjen köttflugor.
Artens utbredningsområde är Angola. Inga underarter finns listade i Catalogue of Life.